# Flip Winckel

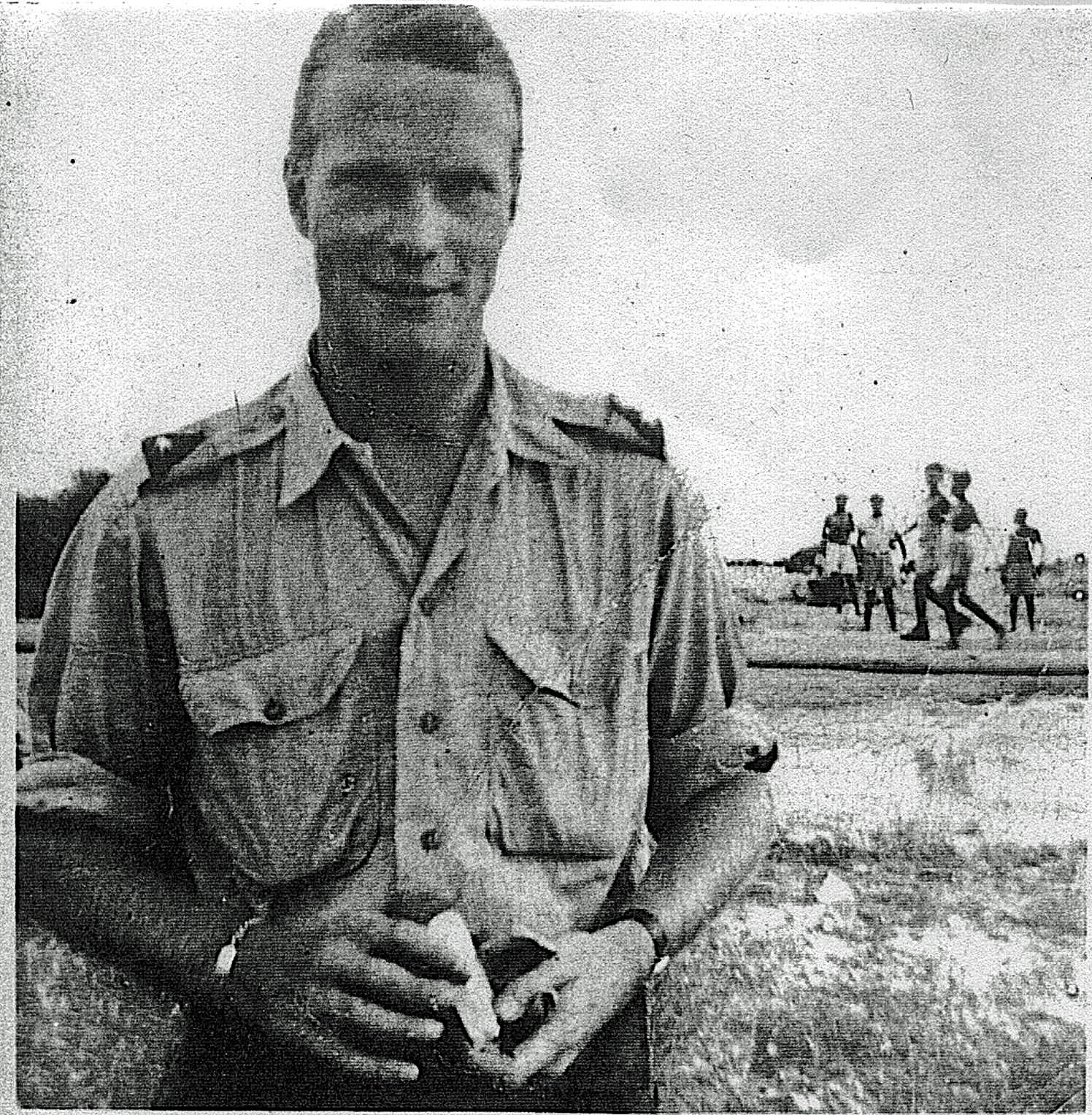
Flip Winckel op Biak in 1944.

Christiaan Philip Karel (Flip) Winckel (Batavia (Nederlands-Indië), 16 april 1919 – Wassenaar, 18 september 2009) was een Nederlandse Engelandvaarder en jurist. Toen de Tweede Wereldoorlog uitbrak, studeerde hij aan de Universiteit Leiden.

## Engelandvaart
Winckel was een lid van de in het Nederland's Patriciaat opgenomen familie Winckel. Flip Winckel komt in 1939 aan in Leiden voor de rechtenstudie. Hij behaalt zijn kandidaats in 1940 en wanneer de Universiteit Leiden sluit, gaat hij in Amsterdam op kamers. Hij staat dan in de gemeentelijke Universiteit van Amsterdam ingeschreven. Hij voorkomt ondertekening van de loyaliteitsverklaring dankzij zijn vader, dr. Charles Winckel, lid van het dagelijks bestuur van Het Nederlandse Rode Kruis. Winckel komt via dr. Jan Spaander, hoofd van de bloedtransfusiedienst van het Amsterdamse Rode Kruis in het Binnengasthuis, aan een officiële baan als administrateur van het laboratorium. Zijn salaris van honderd gulden per maand stort zijn vader terug in de Rode Kruis-kas. In 1944 maakt Winckel met ir. Edzard Moddemeijer (1916-1998), radio- en elektrotechnisch ingenieur opgeleid in Mittweida, Chemnitz, en drie Leidse studenten geologie, John Osten (1920-2010), Hein Fuchter (1921-2016) en Henk Baxmeier (1920-2008), de enige succesvolle tocht van dat jaar over de Noordzee. Winckel is Nederlands zwemkampioen op de 50 m vrije slag, bokst goed en is 1,90 m lang.
Osten en Moddemeijer hebben vergeefs een eerdere poging ondernomen op 29 september 1943. Baxmeier zou meegaan maar wegens ziekte ging dat niet door. Baxmeier komt uit Zoetermeer en is een ervaren zeiler. Hij heeft veel cruciale contacten op en rond de Zuid-Hollandse Eilanden. Na de sluiting van de Universiteit Leiden weigeren Fuchter, Baxmeier en Osten de loyaliteitsverklaring te tekenen en duiken onder in een steenfabriek gelegen aan de Westzijde Boterdiep in Bedum, vlak bij Groningen. Gedrieën proberen ze aldaar clandestien door te studeren. Osten was al vroeg bevriend met Hein Fuchter. Zij zaten samen op de HBS. Wegens de noodzaak vaak van adres te veranderen trekt Osten samen met Fuchter in bij een garagehouder te Dokkum. Fuchter is de zoon van mr. W.A.H. Fuchter, Burgemeester van Soerabaja van 1935 tot zijn verdwijning naar een jappenkamp ergens op Java in 1942. Baxmeier verlaat Groningen en komt ook in Friesland terecht. Winckel studeert illegaal af in Utrecht op 15 juli 1943.
Begin november 1943 kopen Osten en Moddemeijer voor fl. 2100,- een overnaads gebouwde Zuiderzeevlet van 7 meter. Dit geschiedt door bemiddeling van de gebroeders Pier en Jo Meyer, beiden werkzaam op de Van Ravesteijnwerf bij de Sluiskant aan de noordkant van de Vliet te Leidschendam. Via deze broers ruilen ze tevens de 17 pk-motor in tegen bijbetaling van fl. 700,- voor een 60 pk Chevrolet-truckmotor uit 1929. Deze motor stond bekend als "the cast-iron wonder" wegens zijn beroemde betrouwbaarheid. In de buurt van en later op Scheepswerf "De Hoop" van de Gebroeders G. en A. Tijssen aan het Utrechts Jaagpad aan de Vliet te Leiden wordt de motor ingebouwd en de boot zeewaardig gemaakt. Uit ervaring wordt een stevige buiskap aangebracht tegen de golfinslag van de vaak woeste Noordzee en ter bescherming van de motor.
Een 175 liter lange-afstandsrace-benzinetank wordt in Nijmegen uit een oude Hispano Suiza gesloopt en door Osten en Moddemeijer vol met rode Wehrmacht-benzine in de trein meegenomen. In totaal krijgt de boot een capaciteit voor 375 liter brandstof. Moddemeijer overziet de gehele verbouwing. Om het geluid van de motor te dempen, komt de uitlaat onder de waterlijn en buiswater zorgt voor de motorkoeling. De firma Bronswerk uit Rotterdam giet de schroef. Later blijkt deze te groot te zijn voor het hoge toerental van de Chevy-motor. Baxmeier zorgt ervoor dat een zeilmast, zeiltuig en roeispanen voorradig zijn mocht de motor uitvallen. De vlet krijgt de naam Marko.
De organisatie zal grotendeels de succesvolle operationele vluchtroute van ir. Anton Schrader volgen. Schrader is al tijdens de oorlog in kleine kring bekend als "de man van de bootjes". Osten had Schrader ontmoet in augustus 1943, dankzij Maria Rudolphina (Marie) Burgwal-Crietee, de moeder van Engelandvaarder en RAF-piloot Rudy Burgwal bij haar thuis aan de Populierstraat nummer 19 in Den Haag. Op dit adres kwamen Engelandvaarders wel vaker samen. Schrader stelt aan Osten voor met een van zijn bootjes over te steken met Moddemeijer als de aangewezen motorman. Moddemeijer had Schrader via Engelandvaarder Henk Elfrink ontmoet en is werkzaam bij Siemens & Halske te Den Haag. Hij wil weg als hij gedwongen wordt om voor de radio van de Duitse Luftwaffe te werken. Osten kende Rudy Burgwal als ouderejaars studievriend uit Leiden en wederzijds zijn beiden verantwoordelijk voor hun individuele Engelandvaart. Rudy Burgwal stak eerder over in 1941.
In Den Haag heeft Osten tevens contact met Maria Hendrica (Miep) Vrins-Otten, echtgenote van tweede luitenant der Genie François Cornelis (Hans) Vrins. Miep Vrins-Otten is werkzaam bij het Rode Kruis en actief in het Haags verzet terwijl haar man in Neubrandenburg gevangen zit. Miep werkt samen met Marie Burgwal-Crietee en helpt diverse Engelandvaarders. Mieps jongere broer is Engelandvaarder Daan L. Otten en deze was in juli 1943 overgestoken samen met Elfrink, deze laatste fungerende als motorexpert. In haar huis op de Albertinestraat 24 in het Bezuidenhout geeft Miep onderdak aan Aert Quirinus van Braam Houckgeest, een student uit Delft, aldaar actief in het verzet. Van Braam Houckgeest zorgt eind 1943 voor de allereerst benodigde grote partij benzine die illegaal opgeslagen ligt bij Garage D. de Man & Zn. te Zeist. Hij verkoopt 250 liter voor 30 cent per liter aan Osten onder de naam A. Braam.
Fuchter verlaat Dokkum en gaat op zoek naar Osten in Den Haag waar zijn ouders wonen. Baxmeier komt rond oktober 1943 uit een ziekenhuis te Kampen en reist ook naar Den Haag. Fuchter en Baxmeier worden door Osten op de hoogte gebracht van diens plannen. Fuchter gaat op kamers in Leiden en nodigt zijn Njord-roei- en Minerva-clubgenoot Flip Winckel tevens intrek te nemen met de bedoeling samen naar Engeland over te steken. Fuchter, Winckel en Baxmeier sluiten zich dan bij Osten en Moddemeijer aan. Ieder betaalt fl. 1000 als bijdrage voor de onderneming. Osten en Moddemeijer hadden met de aankoop van de vorige boot en motor hun kapitaal verspeeld en moeten door de anderen gefinancierd worden. Winckel verkoopt hiervoor zijn motorfiets en krijgt geld van zijn Leidse hospita, Juffrouw Krüger. Vader Winckel wordt in juniors studentenkamer te Leiden op de hoogte gebracht en doet financieel ook mee, thuis alles verzwijgende.
Fuchter verkoopt een nieuwe winterjas en zijn fiets met echte banden voor samen fl. 500 en krijgt het restant van een vriend. De benodigde zeekaarten krijgen de varensgezellen via John Ostens vader, vice-admiraal Johannes Osten, en een sloepkompas kunnen ze ophalen bij zijn kennis, Feike de Boer, directeur van de Stoomvaart Maatschappij Nederland en later burgemeester van Amsterdam. In opdracht van Osten komen Winckel en Fuchter in Dieren aan nog eens tientallen liters van de Wehrmacht gestolen benzine. Winckel stuurt de gesmokkelde brandstof in Rode Kruis-bloedplasmakisten naar Puttershoek, het geplande punt van afsteek. Vader en moeder Winckel wonen in Blaricum. Het gemeentebestuur van Blaricum vernietigt Winckels kaart in het bevolkingsregister en zijn persoonsbewijs wordt ter hand van het ondergrondse verzet gesteld.
Als de Marko klaar is, wordt hij aan boord genomen van De Stad Leiden, een stoomboot van de beurtvaartdienst van Firma Wed. P.J. Planjer, gelegen aan de Nieuwe Rijn 77 in Leiden, en vanaf de werf van de Gebr. Tijssen naar de Hooikade in de Nieuwe Haven van Dordrecht gebracht. De schipper is Koos Planjer. Vervolgens wordt de vlet achter De Pelikaan, een voetveer van schipper Willem Boot KVV naar het haventje van Puttershoek gesleept. John Osten en Henk Baxmeier gaan mee als passagiers. Willem Boot zit zelf zwaar in het verzet en geeft de varensgezellen extra warme kleren. Het is december 1943. In deze maand worden rond Puttershoek vanaf de haven van de suikerfabriek een aantal proefvaarten ondernomen en dan blijkt onder meer dat de schroef te zwaar loopt. Bij lage tij en in het slijk proberen zij de schroef met een zaagje met 2,5 cm per schroefblad in te korten en te Puttershoek wordt hij in een werkplaats bijgeslepen. In Puttershoek wordt steun geboden door Stoffel Zilverschoon, wethouder en vrachtbeheerder van de suikerfabriek.
Op 29 december is het moment van vertrek aangebroken en achter een bietenaak wordt de Marko vanaf Puttershoek naar het Spui op sleep genomen met de bedoeling het Haringvliet te bereiken en daar de vlet op eigen gang te krijgen. Het is bewust avondtijd maar veel te slecht weer en als blijkt dat de olieleiding van de motor nog steeds niet deugt wordt de vlet naar Piershil gebracht. Veel hulp krijgen zij aldaar van boer Klaas van Bergeijk, een contact van Willem Boot uit het verzet in de Hoeksche Waard. Van Bergeijk is een vooraanstaand lid van de LO en de KP en regelt tevens de rest van de benodigde brandstof voor deze vlucht. Bij Van Bergeijk wordt de motor rond 13 januari uit de boot gehaald en naar Puttershoek gebracht als blijkt dat de motor geheel gereviseerd moet worden. Bij een lokale smid wordt de klus geklaard.
Op 17 januari 1944 ontsnapt Harry Isbrücker, LTZ1 in Duitse krijgsgevangenschap uit Stanislau Stalag 371, liggende onder een treinbank voor meer dan een etmaal. Isbrücker komt via Miep Vrins-Otten in contact met John Osten. Isbrűcker had haar man, tweede luitenant Hans Vrins, in krijgsgevangenschap ontmoet. Naar Isbrűcker wordt gezocht en hij wacht in spanning af op de mogelijkheid met Ostens groep te vluchten. Mocht dit niet lukken, dan heeft Vrins-Ottens huisgenoot, Van Braam Houckgeest, contacten voor de escapeline Brussel-Parijs. Rond 8 februari is de reparatieklus bij Bosman geklaard en is de Marko tevens voorzien van een lichtere 4 kg wegende bronzen schroef afkomstig uit Puttershoek.
Op 17 februari wil men wederom vertrekken. Zeven personen komen in Piershil apart opdagen en de boot wordt te vol. Winckel trekt zich als veilig persoon vrijwillig terug en staat zijn plaats af aan Isbrücker die als laatste komt opdagen en reist teleurgesteld af naar Blaricum. Op deze vlucht gaat ook de Delftse professor Wander de Haas mee waardoor men met zes man moet vertrekken. De Haas, een befaamde fysicus en hoofd van het Kamerlingh Onnes Laboratorium in Leiden, staat onder hoge druk om voor de Duitsers te werken met een zoon in gevangenschap. De Haas levert weken tevoren geheel volgens het ontwerp van Moddemeijer een Koller-as, een benzineleiding en tevens smeerolie voor de motor. Hij is een aangetrouwd familielid van een broer van Osten en wordt naar zijn zeggen door de regering naar Londen ontboden.
Het zestal gaat via het Spui naar het Haringvliet. Het tij valt, en ze lopen aan grond bij de Hoornsche Hoofden bij Hellevoetsluis. Als ze weer loskomen na een aantal angstige uren, wordt de boot verstopt in het riet in een kreek op Putten. Fuchter blijft aanvankelijk bij de boot. Osten en Moddemeijer gaan naar huis met het plan het over een week nogmaals te proberen. Professor De Haas is ernstig ziek (diabetes) en gaat terug naar Leiden. Isbrücker vindt het onverantwoordelijk en verdwijnt. Hij probeert via Frankrijk naar Spanje te ontvluchten maar wordt in Brussel verraden door Christiaan Lindemans, beter bekend als King Kong, en voor de tweede maal naar Kamp Stanislau afgevoerd. De Haas ontsnapt later dat jaar via Zwitserland naar Londen samen met zijn vrouw. Op 19 februari wordt de boot, alsof er niets aan de hand is, door Fuchter en Baxmeier teruggevaren naar het haventje van Zuidland en iedereen gaat huiswaarts. De bedoeling is het over een week weer te proberen waardoor Winckel een tweede kans krijgt.

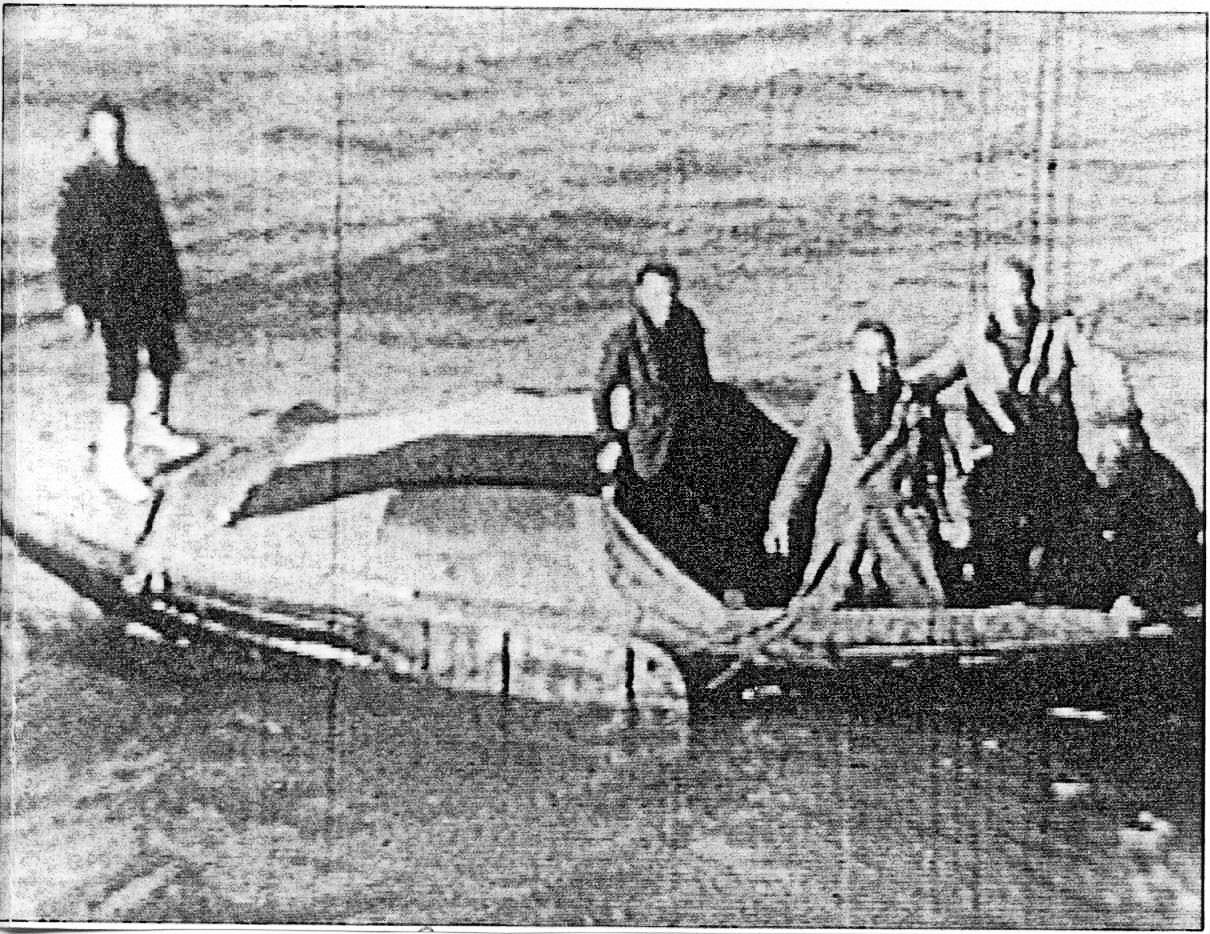
Beeldfragment uit de video, met v.l.n.r. John Osten (op de buiskap), Edzard Moddemeijer, Hein Fuchter, Flip Winckel en Henk Baxmeier (aan het roer).

### 23 februari 1944
Op de koudste dag van deze winter, op 23 februari 1944, nemen Winckel en Fuchter de allerlaatste stoomtram van Rotterdam naar Piershil en brengen benzine in shanhai-koffers met zich mee. Vanaf de stoomtram zien Winckel en Fuchter dat de oude polders een week tevoren onder water zijn gezet door de Duitsers ter voorkoming van luchtlandingen. Kippenhokken en vee drijven in het water. De spoorrails zijn duidelijk zeer onbetrouwbaar geworden. Per veer steken zij het Spui over en scharen zich bij Osten, Baxmeier en Moddemeijer in Zuidland bij boer Jacob van Bergeijk, een broer van Klaas van Bergeijk. Na afwachting van de duisternis vertrekt de Marko vanaf het haventje van Zuidland via het Spui over het Haringvliet. Osten is de schipper en bezit documenten die afkomstig van het verzet uit Dordrecht naar Londen mee moeten. De documenten hangen in waterdichte en verzwaarde sigarenblikken aan een touwtje overboord voor onmiddellijke verzinking. Ze hebben genoeg water en voedsel bij zich voor een week. Een drietal Duitse wachtscheepjes van de Rheinflottille zoekt de wateroppervlakte van het Haringvliet af, maar stopt deze actie als Radio Calais met de populaire dagelijkse avonduitzending aanvangt en deze over de boordradio te horen is. De motor begint al vroeg kuren te tonen met het schroefasdifferentieel dat door Moddemeijer op goed geluk wordt hersteld met slechts een houtje en een flinke dot vet. Wederom blijkt de wijsheid van Schrader om vooral deskundigheid aan boord te hebben.
Zo ontsnappen ze naar open zee maar niet voordat de rijke kost door boerin Johanna van Bergeijk voorgeschoteld bij sommigen naar boven komt. In de ochtend van 24 februari worden ze door een vliegtuig van RAF Coastal Command ontdekt. De Hollandse driekleur ligt over de buiskap en de bootgenoten zien de RAF-roundels als dit vliegtuig een aantal cirkels rondom het bootje vliegt en hen dan verlaat. Om 12.30 uur zien ze de stip van een op hoge snelheid varende boot op hun afkomen. Het blijkt RAF High Speed Rescue Launch 185 te zijn, onder het commando van Flight Lieutenant Sidney Spencer Bates MBE, die hen dan 65 km ten oosten van Great Yarmouth uit zee oppikt. De varensgezellen hebben dan ruim 160 km afgelegd en krijgen voor het eerst echte thee, rum, verse bananen en Engelse marinejassen. Een Amerikaan legt de redding op film vast. Als ze zijn overgestapt, brengen ze in opdracht van de RAF Coastal Command met het 20mm-Oerlikon-boordgeschut hun bootje zelf tot zinken. Ze worden pas in Lowestoft aan wal gezet nadat de Engelsen hun operationele vaart voltooien. Bij aankomst in Lowestoft, 24 uur na hun vertrek, worden de vijf Engelandvaarders formeel gearresteerd door de lokale politie en een dag later per trein en onder militaire bewaking naar de Royal Victoria Patriotic School in Londen gebracht voor vier weken van intensieve ondervraging door MI5 van de Britse geheime dienst. Daarna worden allen nog eens drie dagen lang door majoor Oreste Pinto onder handen genomen namens de Nederlandse regering. De geslaagde overtocht wordt op 4 april via Radio Oranje gemeld als Flip Winckel wordt vrijgelaten. Hij citeert uit De Bello Gallico "De Galliërs strijden om de eer, de Teutonen strijden om de macht, maar de Batavieren strijden om de vrijheid." Klaas van Bergeijk hoort de uitzending. Op verzoek komt Winckel bij de KNIL - Speciale Diensten, en Baxmeier bij de KNIL - Militaire Luchtvaart. Fuchter en Moddemeijer gaan naar de RAF en Osten sluit zich aan bij de Prinses Irene Brigade waarmee hij rond 7 augustus de landing in Normandië meemaakt.

### Film
Een Amerikaanse filmer, Captain "Andy" Arthur Jackson Hardy, Jr., van de 8th USAAF Bomber Command te High Wycombe, heeft de RAF-redding op 16mm-film vastgelegd. Hardy was aan boord om reddingsacties van de bemanning van neergeschoten Amerikaanse vliegtuigen te filmen tijdens Operation Argument. Operation Argument - onderdeel van "the Pointblank Directive" - stond ook bekend als Big Week een vijf dagen durende en voornamelijk Amerikaans hevig bombardement van Duitse doelwitten ter voorbereiding van D-Day.
De vlag gelegen over de buiskap en het sloepkompas worden vlak na hun vrijlating door Baxmeier en Osten aan Hardy geschonken in ruil voor de 5 minuten durende film. Nu is de film in bezit van de zoon van Flip Winckel. Deze filmbeelden zijn uniek in de geschiedenis van de Engelandvaart. De film toont onder meer dat een fles oude Bols-jenever, geschonken door Jacob van Bergeijk, en voor de bittere kou in voorraad aan RAF-schipper Flight Lieutenant Sidney Spencer Bates MBE wordt geschonken. De link naar deze unieke filmbeelden staat in dit artikel onderaan opgenomen.

## Van Londen naar Biak

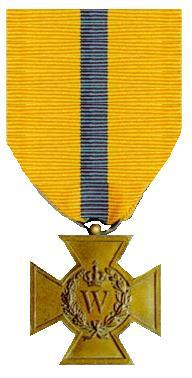
Bronzen Kruis 1941

Zijn Londense kameraden waren onder meer Engelandvaarders Johan Godfried (Jan) Wackwitz en Eddie Le Grand, beide “lopers” via Spanje. Met Wackwitz en Le Grand reist Winckel in augustus, 1944 met het troepentransportschip de SS Otranto van de Orient Line vanuit Liverpool naar Bombay als onderdeel van de KNIL Speciale Diensten. Dit is het allereerste konvooi na D-Day in deze richting. Daar wachten zij in Colaba Camp voor zes weken om ten slotte op 7 oktober, 1944 met USS General William Mitchell, een snelle Victory turbine trooper, solo naar Melbourne te varen. Toen per trein naar Brisbane om ten slotte in het roemruchte Camp Columbia in Wacol neer te strijken.
Na Camp Columbia was Winckel, nu 2de Luitenant, Auditeur Militair – temporaire krijgsraden. (Hij had in Leiden Indische recht/Adat recht gestudeerd). Hij wist o.m. een KNIL-sergeant vrij te spreken die wegens desertie –in face of the enemy- ter dood was veroordeeld. Wat bleek, de man was kort voor zijn vermeend vergrijp zo hard door een vallend boomstuk op het hoofd geslagen dat hij volkomen verdwaasd stond. De man werd vrijgesproken, hetgeen toen in het geheel niet de norm was.
Daarna deed Winckel dienst op Hollandia en Biak als KNIL special contingent onder de Amerikaanse Generaal Robert L. Eichelberger, bevelhebber, Australian-U.S. Advanced New Guinea Force. Na Biak werd Winckel als 1ste Luitenant onder Overste Ir. Dirk Lucas Asjes onderdeel van de RAPWI (Recovery Allied Prisoners of War and Internees) en landde met 120 man op 17 september 1945 direct na de capitulatie van Japan maar te midden van de onrust op Java waar aanhangers van Soekarno de strijd voor onafhankelijkheid waren begonnen. Jan Wackwitz is hier ook bij. Hoogtepunt van deze periode was Winckels wederzien met zijn 11 jaar oudere broer Fritz Winckel die sinds het uitbreken van de oorlog in het kamp in Bandoeng opgesloten zat zonder dat de familie wist waar. Dat Flip Winckel zijn eigen broer mocht bevrijden was een heel bijzondere uitkomst van zijn Engelandvaart. In hetzelfde kamp zat ook Hein Fuchters vader en twee zussen. Winckel kon een door Hein Fuchter geschreven brief aan hen gericht persoonlijk overhandigen.
Op 26 mei 1944 kreeg Winckel onder Koninklijk Besluit No. 9 van koningin Wilhelmina het Bronzen Kruis, samen met de andere vier heren.

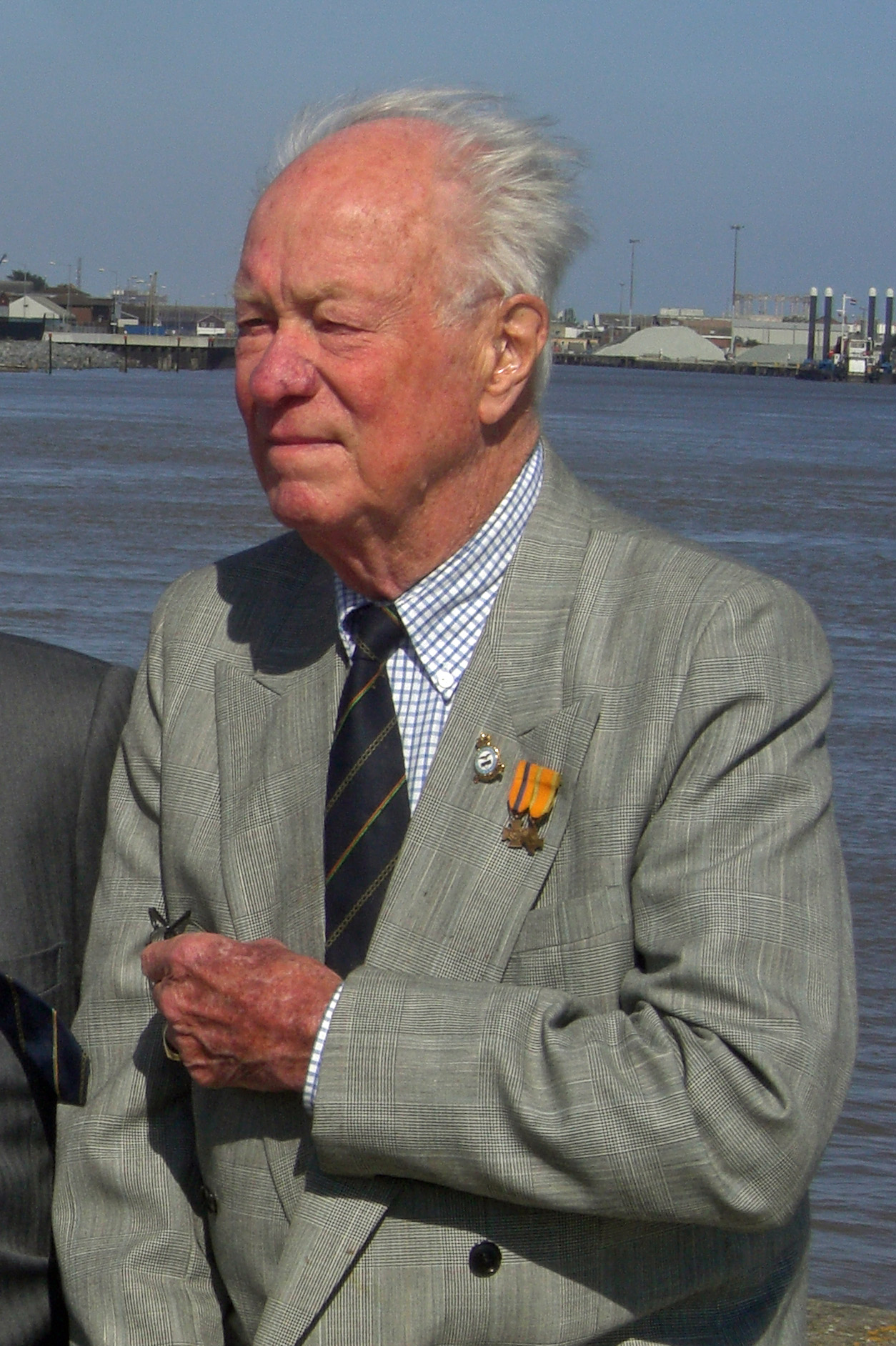
Winckel bij de herdenking in Engeland, 2007

## Na de oorlog
Winckel werkt na de oorlog voor Shell, Paul Getty en AGIP. Hij trouwt in 1947. In 1961 laten ze in Wassenaar een huis bouwen waar ze decennialang wonen. Ze krijgen drie zonen.
In 2007 gaan Winckel en Fuchter samen naar Gorleston-on-Sea, waar Winckel Osten voor het eerst in 63 jaar weer ontmoet. Osten is geëmigreerd naar Chili en Fuchter naar Australië. Moddemeijer en Baxmeier zijn niet te traceren. Samen herdenken de heren hun redding bij het 'RAF Air Sea Rescue Memorial' aan de Brush quay in Gorleston-on-Sea. Zoon Borre nam contact met de RAF Air Sea Rescue en de reünie werd georganiseerd in het kader van de Battle of Britain herdenking. De laatst nog levende crewmember van HSL 185, John Scowes, was bij de reünie aanwezig en de ontroering en blijdschap van het wederzien was groot.
Flip Winckel overleed op 18 september, 2009, op 90-jarige leeftijd. Diezelfde dag hield het Genootschap Engelandvaarders haar jaarlijkse bijeenkomst.